# Leucanopsis stipulatoides
Leucanopsis stipulatoides là một loài bướm đêm thuộc phân họ Arctiinae, họ Erebidae.